# Белишко поле
Белишкото поле (или Белишка котловина) е част от котловинното дъно в северната част на Разложката котловина.
Белишкото поле е разположено по горното течение на река Места и по долното течение на десния ѝ приток Белишка река. От запад, север и североизток се загражда от южните склонове на Рила, а на югоизток – от склоновете на Родопите. От север на юг дължината му е 6 км, а ширината – до 1 км. Средна надморска височина 860 м. Котловинното дъно е изградено от плиоценски глини, припокрити с кватернерни наслаги. Почвите са ерозирани излужени канелени горски.
В северния край на полето е разположен град Белица, а в югоизточната му част селата Краище и Горно Краище.
От север на юг, в югоизточната му част, на протежение от 3 км, преминава от участък от второкласен път № 84 Звъничево – Велинград – Разлог.
Успоредно на шосето преминава и участък от трасето на теснолинейната жп линия Септември – Добринище.

## Топографска карта
- Лист от карта K-34-84. Мащаб: 1 : 100 000.